# Tượng đài Thành lập Đảng
Tượng đài Thành lập Đảng (tiếng tiếng Hàn: 당창건기념탑) là một tượng đài ở Bình Nhưỡng, thủ đô của Triều Tiên.
Tượng đài giàu tính biểu tượng: búa, liềm và bút lông thư pháp tượng trưng cho 3 giai cấp chính đó là công nhân, nông dân và tri thức. Tượng đài này có chiều cao 50 mét, nó cũng tượng trưng cho kỷ niệm 50 năm ngày thành lập Đảng Lao động Triều Tiên. Số phiến đá bao gồm vành đai xung quanh tượng đài và đường kính của nó tượng trưng cho ngày sinh của Kim Chính Nhật. Dòng chữ trên vành đai tượng đài bên ngoài có nội dung "Người lãnh đạo và tổ chức chiến thắng của nhân dân Triều Tiên muôn năm, Đảng Lao động Triều Tiên!" Mặt trong của vành đai tượng đài là ba bức phù điêu bằng đồng mang ý nghĩa riêng biệt: cội nguồn lịch sử của đảng, sự đoàn kết của những người dưới quyền và tầm nhìn của đảng vì một tương lai tiến bộ. Hai tòa nhà hình lá cờ đỏ với các chữ tạo thành dòng chữ "muôn năm quyết thắng" bao quanh tượng đài.

## Lịch sử
Tượng đài do Xưởng Nghệ thuật Vạn Thọ Đài thiết kế, hoàn thành vào ngày 10 tháng 10 năm 1995, nhân kỷ niệm 50 năm thành lập Đảng Lao động Triều Tiên. Một tượng đài trước đây đã dựng lên nền móng cho tượng đài này, nó được dựng lên vào ngày 10 tháng 10 năm 1975 trong khuôn viên của Bảo tàng Thành lập Đảng.
Tượng đài Thành lập Đảng xuất hiện trên tem bưu chính vào năm 1995 và 2005 và được in trên tờ tiền 50 won.

## Đặc trưng

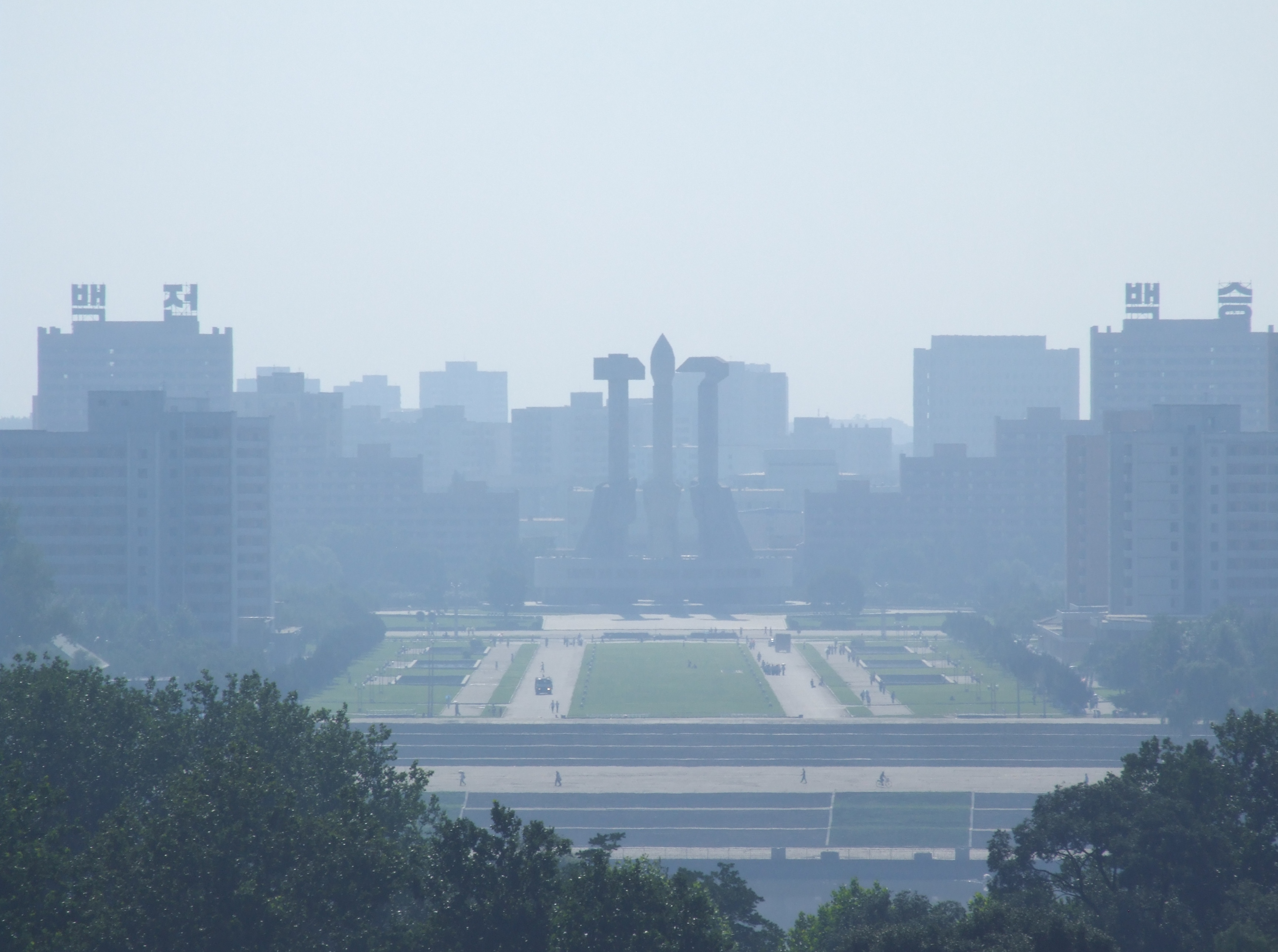
Tượng đài nằm đối diện với Tượng đài Mansu Hill Grand ở phía bên kia sông Đại Đồng, từ nơi có thể nhìn thấy nó.

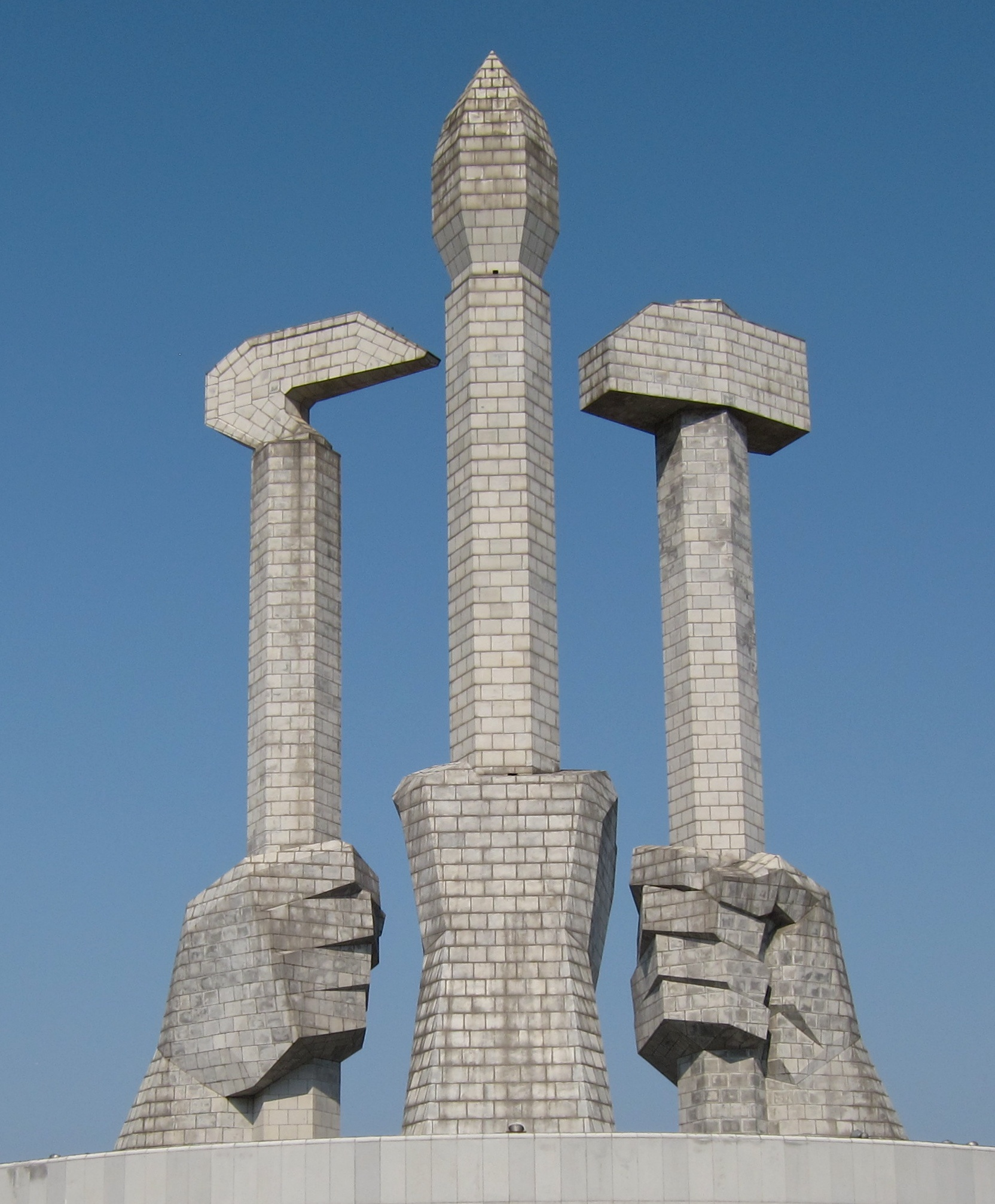
3 yếu tố dựa trên biểu tượng của Đảng Lao động tượng trưng cho công nhân, nông dân và tri thức.

Tượng đài nằm trên phố Vạn Thok (Munsu) ở quận Taedonggang của thủ đô Bình Nhưỡng, nằm bên bờ sông Đại Đồng. Ở phía đối diện của dòng sông là Đài tưởng niệm Mansu Hill Grand, và Bảo tàng Cách mạng Triều Tiên, cả hai đều là Tượng đài Thành lập Đảng nằm đối xứng với nhau. Đóng vai trò là trục ngang qua trung tâm Bình Nhưỡng, nó tượng trưng cho triều đại của Kim Nhật Thành và Kim Chính Nhật.
Toàn bộ khu tượng đài kéo dài 25.000 mét vuông. Nó bao gồm một quảng trường phía trước tượng đài, nơi tổ chức các buổi khiêu vũ và lễ hội. Bãi cỏ của công viên bao quanh tượng đài trong phạm vi 15.000 mét vuông. Có 12 bồn đài phun nước. Khuôn viên có hơn 53.000 cây xanh.
Có các tòa nhà dân cư màu đỏ, hình lá cờ vẫy đối xứng ở hai bên của tượng đài. Các chữ cái trên đỉnh của các tòa nhà có nội dung: "mãi mãi chiến thắng".
Tượng đài này được làm bằng đá granit và các phù điêu bằng đồng.
Ba phần tử cao nhất của tượng đài có ba bàn tay nắm chặt cầm búa, liềm và bút lông thư pháp. Búa liềm tượng trưng cho  tia ánh sáng tri thức của các tầng lớp giai cấp công nhân, nông dân và tri thức. Biểu tượng đó dựa trên biểu tượng của Đảng Lao động Triều Tiên. Tượng đài đạt chiều cao 50 mét nhằm biểu thị kỷ niệm 50 năm của đảng.
Phong cách kiến trúc của tượng đài này tương đồng với các công trình bê tông trong thành phố, chẳng hạn như Sân trượt băng Bình Nhưỡng hay Khách sạn Ryugyong.

### Vành đai tượng đài
Ba nắm đấm được bao bọc bởi một vành đai, tượng trưng cho sự “đoàn kết một lòng của lãnh đạo, của Đảng và của Nhân dân”. Dòng chữ trên vành đai tượng đài bên ngoài có nội dung: "Người lãnh đạo và tổ chức chiến thắng của nhân dân Triều Tiên muôn năm, Đảng Công nhân của Triều Tiên!" (tiếng Hàn: 조선인민의 모든 승리의 조직자이며 향도자인 조선로동당 만세!) Đường kính của vành đai tượng đài là 50 mét ở bên ngoài và 42 mét ở bên trong. Vành đai của tượng đài được làm từ 216 khối. 216 khối và đường kính bên trong là 42 mét tượng trưng cho ngày 16 tháng 2 năm 1942, ngày sinh của Kim Chính Nhật. Theo báo chí phương Tây, cụ thể là BBC thì cho rằng ông sinh ngày 16 tháng 2 năm 1941 tại Liên Xô, nhưng không được chính quyền và nhân dân Triều Tiên công nhận điều này.

Móng tròn phía dưới tượng đài là 70 mét đường kính tượng trưng cho lịch sử khoảng 70 năm của đảng kể từ những ngày của Liên minh chống Chủ nghĩa Đế quốc. Ở mặt trong của chiếc vành đai tượng đài là ba bức phù điêu nói lên lịch sử của đảng.

### Công việc được trích dẫn
- Corfield, Justin (2013). Historical Dictionary of Pyongyang. London: Anthem Press. ISBN 978-0-85728-234-7.
- "Monument to Party Founding". Pyongyang: Korea Pictorial. ngày 27 tháng 3 năm 2025. Bản gốc lưu trữ ngày 30 tháng 12 năm 2013. Truy cập ngày 6 tháng 10 năm 2015.
- Monument to Party Founding (DVD). Pyongyang. ngày 27 tháng 3 năm 2025. KPEA 2LC016. Running time: 7:38.
- Willoughby, Robert (2014). North Korea: The Bradt Travel Guide . England: Bradt Travel Guides. ISBN 978-1-84162-476-1.